# Volo Trans Colorado Airlines 2286
Il volo Trans-Colorado Airlines 2286 (operante come volo Continental Express 2286) era un volo di linea passeggeri nazionale da Denver, Colorado, a Durango, Colorado, negli Stati Uniti d'America, operato dalla Trans Colorado Airlines per conto della Continental Express. Il 19 gennaio 1988, il volo 2286 si schiantò al suolo vicino a Bayfield, in Colorado, mentre si avvicinava all'aeroporto di Durango. Delle 17 persone a bordo, 9 persero la vita, inclusi entrambi i membri dell'equipaggio.
L'indagine del National Transportation Safety Board (NTSB) permise di stabilire che la causa più probabile dell'incidente fu l'incapacità dell'equipaggio di seguire il profilo di discesa corretto.

## L'aereo
Il velivolo era un Fairchild Metro III a doppio turboelica (numero di registrazione N68TC). Inizialmente prodotto nel 1981, questo particolare aereo venne acquisito dalla Trans Colorado Airlines nel 1986. Il Metro III aveva accumulato un totale di circa 12 000 ore di volo al momento dell'incidente. L'aereo non era dotato di un registratore vocale in cabina di pilotaggio o di un registratore dei dati di volo e la Federal Aviation Administration non richiedeva agli aeromobili regionali di essere equipaggiati con tali registratori a quell'epoca. Dopo l'incidente, la FAA impose l'installazione di registratori di volo su tutti gli aerei che operavano voli di linea.

## L'equipaggio
Il volo era gestito dal comandante Stephen S. Silver (36) e dal primo ufficiale Ralph D. Harvey (42) che si unirono alla Trans-Colorado nel 1986 e nel 1987, rispettivamente. Il capitano Silver aveva 4 184 ore di esperienza di volo, di cui 3 028 ore su Fairchild Metro. Il primo ufficiale Harvey aveva 8 500 ore di volo, di cui 305 su Fairchild Metro.

## L'incidente
Il volo 2286 partì dall'aeroporto internazionale Stapleton di Denver alle 18:20 Mountain Time Zone, come volo regolarmente programmato verso l'aeroporto di Durango. A bordo c'erano un totale di 15 passeggeri e due piloti.
Alle 18:53, il volo 2286 riferì di aver raggiunto la sua altitudine di crociera di 23 000 piedi (7 000 m). Il controllo del traffico aereo avvertì il volo 2286 della ridotta visibilità a Durango, con una base della nube di soli 800 piedi (240 m) e neve leggera e nebbia nell'area. Alle 19:00, i controllori chiesero al volo se volesse effettuare un atterraggio strumentale (ILS) alla pista 2 di Durango, o un avvicinamento non di precisione alla pista 20. Dalla posizione del volo 2286, effettuare l'atterraggio ILS avrebbe richiesto il backtracking per avvicinarsi alla pista 2, aggiungendo 10 minuti al volo rispetto a un avvicinamento diretto alla pista 20. Il comandante Silver, che aveva una reputazione come pilota che poteva recuperare il tempo perso e tentare di arrivare in orario, scelse l'avvicinamento alla pista 20 perché gli avrebbe fatto risparmiare tempo. Silver permise al primo ufficiale Harvey di pilotare durante l'avvicinamento a Durango.
Alle 19:03, il volo 2286 venne autorizzato a iniziare la discesa da 23 000 piedi (7 000 m). Per avvicinarsi direttamente a Durango, il primo ufficiale effettuò a una rapida discesa di 3 000 piedi (910 m) piedi al minuto, che era più di tre volte della velocità prevista per l'avvicinamento. Alle 19:14, il volo 2286 ricevette l'autorizzazione per avvicinarsi alla pista 20 di Durango e riferì di aver raggiunto i 14 000 piedi (4 300 m). Il volo 2286 continuò a scendere fino a quando non colpì il suolo, e poi si alzò di nuovo. Il Metroliner rollò diverse volte prima di colpire di nuovo il suolo. Il volo 2286 alla fine si fermò a circa cinque miglia dall'aeroporto.
Uno dei sopravvissuti camminò nella neve per oltre un miglio nel tentativo di chiamare aiuto finché non arrivò ad una residenza. Alle 20:34, il residente ha contattato il Central Dispatch per informarli del sopravvissuto all'incidente aereo. La centrale ha inviato un veicolo di soccorso al sopravvissuto ed è arrivato alle 20:45. Altri cinque sopravvissuti, incluso un bambino di 23 mesi trasportato da un altro sopravvissuto, hanno camminato insieme per circa 1,5 miglia in un'ora e mezza fino a un'autostrada. Hanno visto e incontrato un automobilista che li ha trasportati per circa un miglio finché non ha incontrato un veicolo di soccorso che ha risposto. I sopravvissuti sono stati poi trasportati in un ospedale locale. Delle 17 persone a bordo, entrambi i piloti e sette passeggeri rimasero uccisi nello schianto.

## Le indagini
Il National Transportation Safety Board indagò sull'incidente. Gli investigatori appresero che il primo ufficiale Ralph Harvey aveva una storia di abuso di alcol. Tuttavia, il primo ufficiale aveva completato un esame fisico il giorno prima dell'incidente e in quel momento era stato trovato privo di alcol o droghe. Inoltre, i test sul corpo del primo ufficiale risultarono negativi per alcol o droghe.
Durante le indagini, l'NTSB venne informato da un altro pilota che, dopo l'incidente, aveva incontrato una donna che affermava di essere la fidanzata del comandante Stephen Silver. La donna aveva affermato di aver "sniffato un sacco di cocaina" con Silver la notte prima dell'incidente. L'NTSB tentò di contattare e interrogare la donna, senza però avere successo. I test sul suo corpo permisero di trovare tracce di cocaina e dei suoi metaboliti nel sangue e nelle urine. L'NTSB concluse che Silver aveva probabilmente usato la cocaina da 12 a 18 ore prima dell'incidente e che le sue capacità di pilotaggio erano probabilmente degradate a causa del suo uso di droghe.
Il 4 febbraio 1989, l'NTSB pubblicò il suo rapporto finale sul volo 2286, in cui dichiarava la sua scoperta della probabile causa dell'incidente:
(National Transportation Safety Board, Final report Trans Colorado Airlines 2286)

## Cultura di massa
Il volo Trans Colorado Airlines 2286 è stato analizzato nel sesto episodio della sedicesima stagione del programma televisivo canadese Indagini ad alta quota nell'episodio "Schianto nella neve".